# Golf de Sirte
El golf de Sirte (àrab: خليج سرت, ẖalīj Sirt), també conegut com el golf de Sidra a partir de la guerra freda, és un entrant de la mar Mediterrània al litoral septentrional de Líbia, que s'estén des de Misratah a l'oest fins a Bengasi a l'est i pren nom de la ciutat de Sirte. La costa és principalment desèrtica, amb presència de pantans salats, i les aigües del golf són les més càlides de tota la Mediterrània. Un important recurs econòmic és la pesca de tonyines i esponges. El port principal és la ciutat de Sirte o Surt, d'on surten moltes de les rutes de caravanes cap al desert del Sàhara.
A l'època clàssica el golf fou conegut com la Gran Sirte (grec antic: Σύρτις Mεγάλη, Syrtis Megale; llatí: Sirtis Maior), per diferenciar-lo de la Petita Sirte, l'actual golf de Gabès, a la costa de Tunísia. Donava nom a la regió Sírtica, més endavant coneguda com la Tripolitània. El nom venia de la paraula dels nadius, Sert, que vol dir desert.
El 22 de març de 1942, durant el transcurs de la Segona Guerra Mundial, hi va tenir lloc una batalla naval entre les marines d'Itàlia i del Regne Unit, amb pèrdues importants per a la Royal Navy britànica. La batalla fou coneguda com la Segona Batalla de Sirte.
L'estat libi, amb la declaració del 19 d'octubre del 1973, justificada per motius històrics, ha reivindicat l'àrea sencera del golf com a territori nacional, amb una línia de base de 302 milles marines d'amplada que coincideix amb el paral·lel 32° 30′ (anomenada pel líder libi Muammar el Gaddafi la Línia de la Mort), tot i que altres estats consideren que ha de prevaler l'estàndard internacional del límit territorial a 22,2 km (és a dir, 12 milles) de la costa. Aquesta disputa territorial va provocar un parell d'incidents entre avions libis i nord-americans (el 1981 i el 1989) a la vora del port d'exportació de petroli de Sidra.